# Three Mile Island
Three Mile Island Nuclear Generating Station este o centrală nucleară aflată pe insula denumită Three Mile Island, în Pennsylvania, Statele Unite.
Aici a avut loc la 28 martie 1979 cel mai grav accident nuclear din Istoria SUA (Accidentul de la Three Mile Island).
1. ↑  Form EIA-860M, decembrie 2022, accesat în 20 februarie 2023